# Сара Гакабі Сандерс
Сара Гакабі Сандерс (англ. Sarah Huckabee Sanders; нар. 13 серпня 1982, Гоуп, Арканзас) — американська політична діячка, член Республіканської партії, губернатор Арканзасу з 10 січня 2023 року. Прессекретар Білого дому з 26 липня 2017 року до 1 липня 2019.

## Біографія
Сара Елізабет Гакабі народилася 13 серпня 1982 року у місті Гоуп (Арканзас, США). Сара — молодша дитина і єдина дочка колишнього губернатора Арканзасу і кандидата в президенти Майка Гакабі і Джанет Гакабі, яка також займалася політичною діяльністю. У Сари два брати — Джон і Девід.
Сара Сандерс навчалася в середній школі у місті Літл-Рок, штат Арканзас. Вищу освіту здобувала в баптистському університеті Вачита в місті Аркадельфія (штат Арканзас). Сара була обрана президентом студентського корпусу; також стала активісткою в республіканських організаціях та інших студентських об'єднаннях.
Сандерс розпочала свою політичну кар'єру координатором при переобранні її батька в 2002 році губернатором Арканзасу. Також працювала координаторкою при переобранні президента Буша в Огайо в 2004 році.
У 2008 році була політичним директором президентської кампанії свого батька Майка Гакабі.
2010 року Сара Сандерс увійшла в рейтинг «40 до 40 років» у політиці.
Вона брала участь в кампаніях обох американських сенаторів від Арканзасу, керувала кампанією Джона Бузмана в 2010 році.
У 2012 році Сандерс була старшим радником політика Тіма Поленті в його президентських перегонах.
Сара Сандерс працювала радником Тома Коттона на виборах 2014 року.
У 2016 році після проведення президентської кампанії свого батька Майка Гакабі вона стала старшим радником президентської кампанії Дональда Трампа.

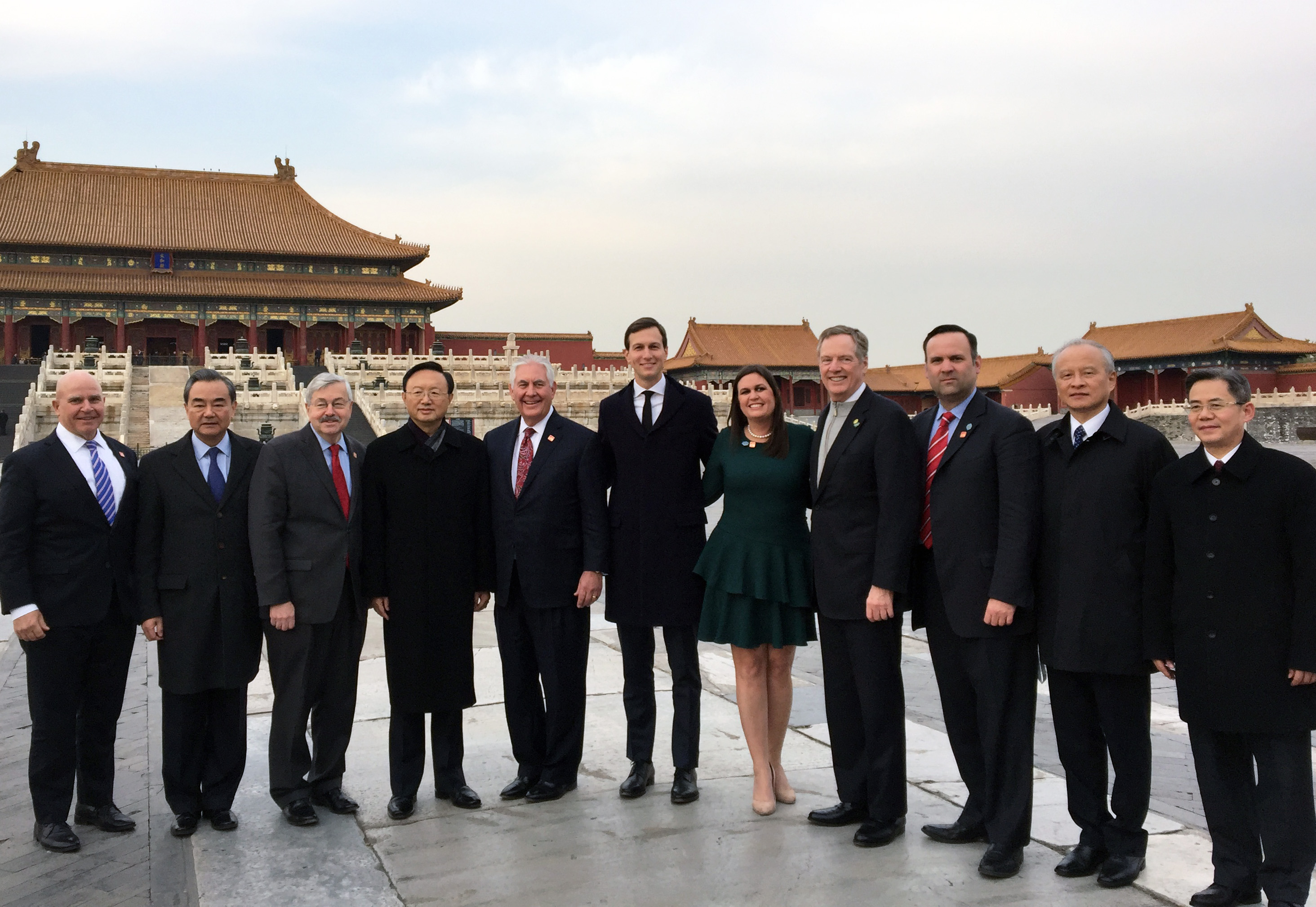
Сара Гакабі Сандерс у Пекіні, 2017 рік

Після перемоги Трампа Сандерс була призначена на посаду заступника прессекретаря Білого дому в його новій адміністрації.
5 травня 2017 року провела свій перший брифінг у Білому домі.
26 липня 2017 року призначена прессекретарем Білого дому, обіймала цю посаду до 1 липня 2019 року.
У січні 2021 року оголосила, що балотуватиметься на посаду губернатора Арканзасу, яку колись обіймав її батько. Її підтримав колишній президент Дональд Трамп. Перемогла на виборах губернатора Арканзасу у жовтні 2022 року. Склала присягу як 47-й губернатор Арканзасу 10 січня 2023 року, ставши першою жінкою на цій посаді.
Одружена з Браяном Чатфілдом Сандерсом. У них троє дітей.